# Represa de San Jacinto

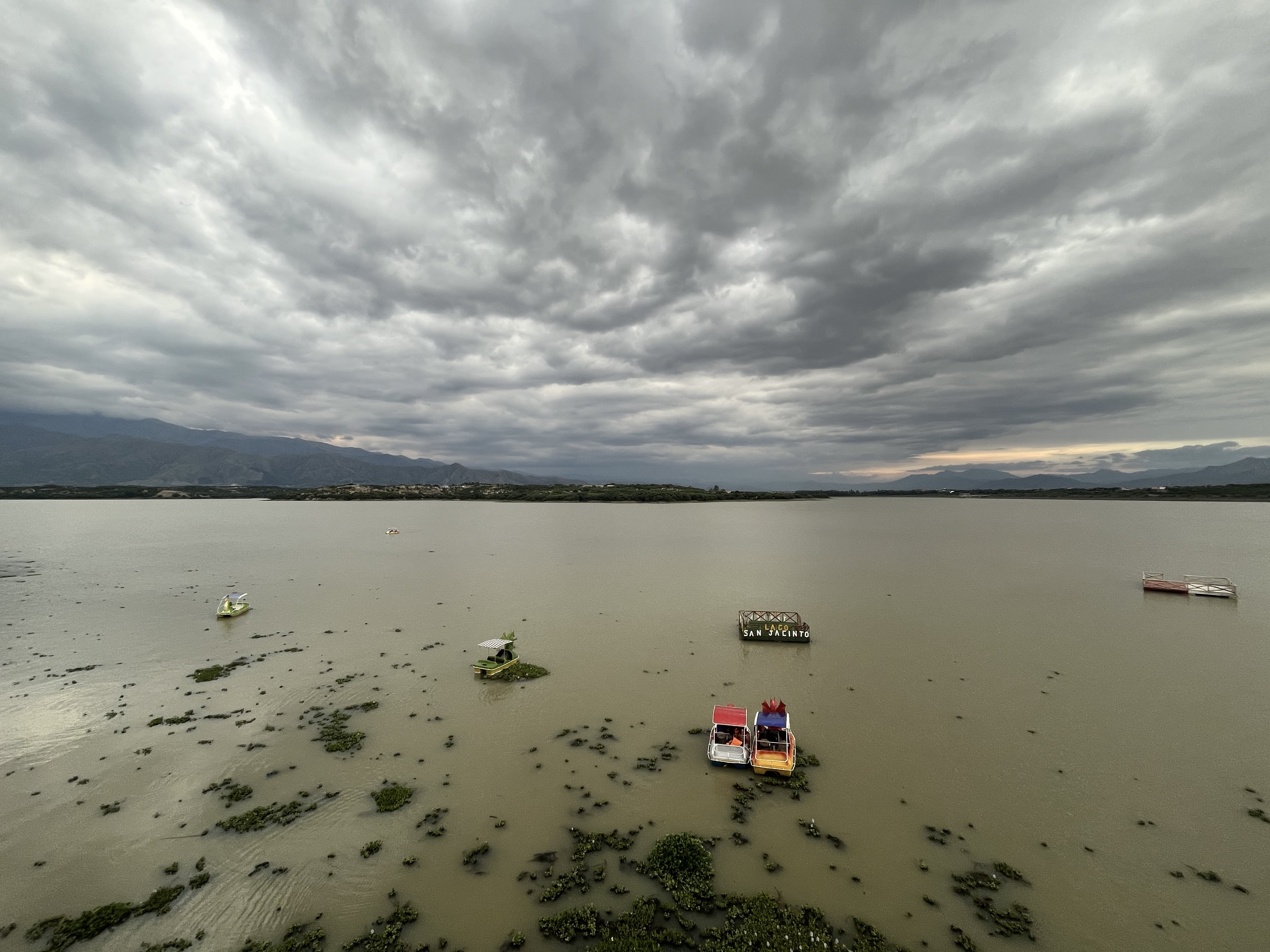
La Represa de San Jacinto es la principal fuente de agua y energía de Tarija.

La represa de San Jacinto, ubicada a unos 7 kilómetros de la ciudad de Tarija, Bolivia, es una infraestructura multipropósito destinada principalmente al riego agrícola, la generación de energía eléctrica y el abastecimiento de agua. Desde su inauguración en 1989, ha tenido un papel central en el desarrollo económico y social del Valle Central de Tarija. No obstante, en las últimas décadas ha enfrentado serios desafíos, entre ellos la sedimentación, la contaminación del agua y la presión urbana, que han reducido considerablemente su capacidad de almacenamiento y puesto en riesgo la sostenibilidad de sus funciones.

## Historia
La concepción del Proyecto Múltiple San Jacinto se remonta a la década de 1980. En 1982, bajo el gobierno de la presidenta Lidia Gueiler, se autoriza mediante decreto la licitación internacional para la construcción de la primera etapa del proyecto. En 1983 se inician oficialmente las obras de construcción de la represa, ejecutadas por el consorcio CIMA Cartellone con una inversión aproximada de 47 millones de dólares. Finalmente, en 1989, durante la presidencia de Víctor Paz Estenssoro, se inaugura la primera fase del proyecto, que comprendía el embalse y la generación hidroeléctrica.
El proyecto contemplaba también la instalación de una planta hidroeléctrica que aporta 7,6 MW de energía al Sistema Interconectado Nacional (SIN) y una planta de tratamiento de agua potable y se consolidó el Proyecto Múltiple San Jacinto (PMSJ) con fines de riego, producción eléctrica y recreación. 

## Afluentes
La represa de San Jacinto se alimenta principalmente del río Tolomosa, el cual forma parte de la cuenca hidrográfica del río Guadalquivir, dentro de la cuenca mayor del río Bermejo. Ambos cursos de agua nacen en la cordillera de Tajsara y transportan importantes caudales, especialmente durante los meses de lluvias (diciembre a febrero). Sin embargo, la fuerte erosión hídrica en la región ha provocado un alto arrastre de sedimentos hacia el embalse, afectando su capacidad y funcionalidad.

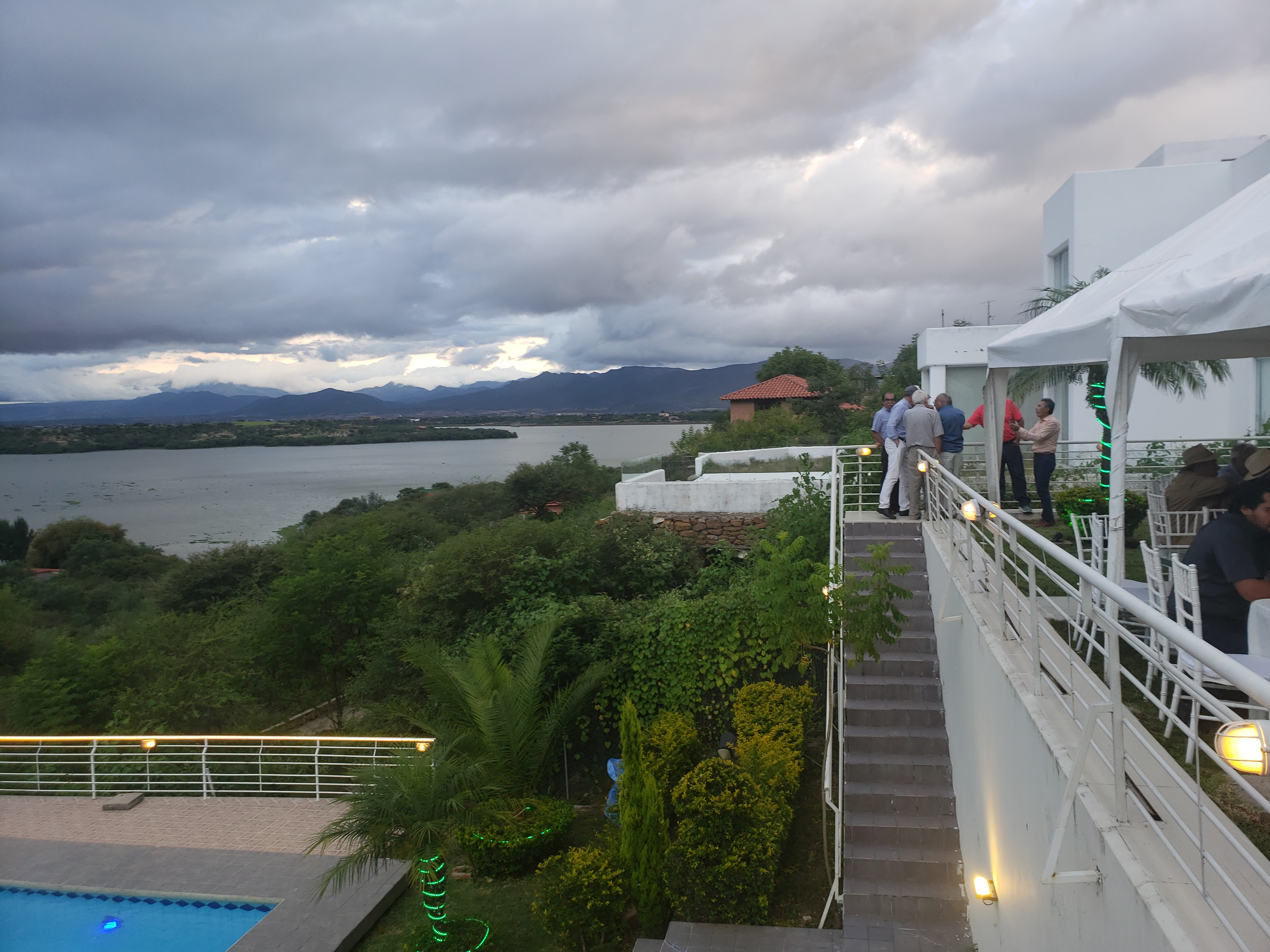
El lago San Jacinto es un destino ideal para paseos, deportes acuáticos y sabores locales.

## Descripción técnica
El embalse tiene una capacidad total de 62 hectómetros cúbicos (Hm³), con un volumen útil de 49 Hm³, y un espejo de agua que abarca aproximadamente 700 hectáreas. La presa principal es de doble curvatura, con una altura de 44,5 metros y una coronación de aproximadamente 100 metros. La Planta Hidroeléctrica de San Jacinto, ubicada a 7 km de la ciudad, cuenta con dos unidades generadoras equipadas con turbinas tipo Francis de eje horizontal, con una potencia instalada de 7,6 megavatios (MW).
Aunque se proyectaba que esta represa generaría más de 20 MW junto con otras infraestructuras eléctricas del departamento, actualmente su contribución se limita a 8 MW. La planta es operada por ENDE Guaracachi S.A. desde 2015, en virtud de un contrato con el Gobierno Autónomo Departamental de Tarija.

## Importancia y situación actual
La represa de San Jacinto es un recurso vital para Tarija. Abastece agua para riego, energía eléctrica, recreación y, en menor medida, consumo humano. El lago, además, es un destino turístico que permite la práctica de deportes acuáticos, paseos en bote, pesca y actividades gastronómicas, lo cual aporta a la economía local.
Sin embargo, la situación actual es crítica. Tras más de 30 años de operación, el embalse ha perdido cerca del 34% de su capacidad original debido a la acumulación de sedimentos, funcionando actualmente con apenas 22 de los 33 Hm³ de capacidad útil original. En respuesta, la Gobernación ha iniciado proyectos de dragado para recuperar parte del volumen perdido.
Además de la sedimentación, la contaminación es un problema creciente. Actividades agropecuarias, vertido de residuos sólidos, el aumento descontrolado de viviendas y construcciones ilegales en los alrededores han deteriorado la calidad del agua. Estudios anteriores clasifican el agua del lago como de "Clase B", apta para ciertos usos con tratamiento previo.
A pesar de su tamaño, el lago no cuenta con un sistema adecuado de tratamiento de aguas residuales ni alcantarillado en comunidades aguas arriba. La eutrofización, producto de la acumulación de nutrientes por actividades humanas, pone en peligro la biodiversidad acuática. La ausencia de monitoreo continuo genera incertidumbre sobre la calidad del agua y su impacto en la salud humana y ambiental.
En 2006, estudios de la UNAM (Universidad Nacional Autónoma de México) detectaron la presencia de metales pesados como plomo (Pb), lo cual motivó la clausura de la planta de tratamiento de agua potable del PMSJ.